# Миллер, Лойе
Лойе Холмс Миллер (родился 18 октября 1874 года в Миндене, Луизиана, † 6 апреля 1970 года в Дейвисе, Калифорния) — американский палеонтолог. Он был профессором биологии в Калифорнийском университете в Лос-Анджелесе.
Миллер окончил Калифорнийский университет в Беркли, получив степень магистра зоологии у Джона С. Мерриама (палеонтолога и ученика Карла Альфреда фон Циттеля) в 1903 году, а затем был первым преподавателем биологии в школе Лос-Анджелеса. Там он позже получил учёное звание профессора и вышел на пенсию в 1943 году.
Миллер изучал ископаемых птиц из плейстоценовых пещер в Калифорнии, карьеров Ла Бреа и формации Грин-Ривер (Ископаемое озеро) в Орегоне. Он описал 42 вида ископаемых птиц.
Его сын Олден Холмс Миллер (1906—1965) был профессором зоологии в Калифорнийском университете в Беркли, а также палеоорнитологом и директором Музея зоологии позвоночных.

## Публикации
- Contributions to Avian Paleontology from the Pacific Coast of North America, University of California Press, Berkeley 1912
- Studies on the fossil flora and fauna of the western United States, Carnegie Institution, Washington D. C. 1925
- Fossil birds of California, University of California Press 1929, 1942
- Lifelong boyhood; recollections of a naturalist afield, University of California Press 1950 (Autobiographie)